# Call Shop

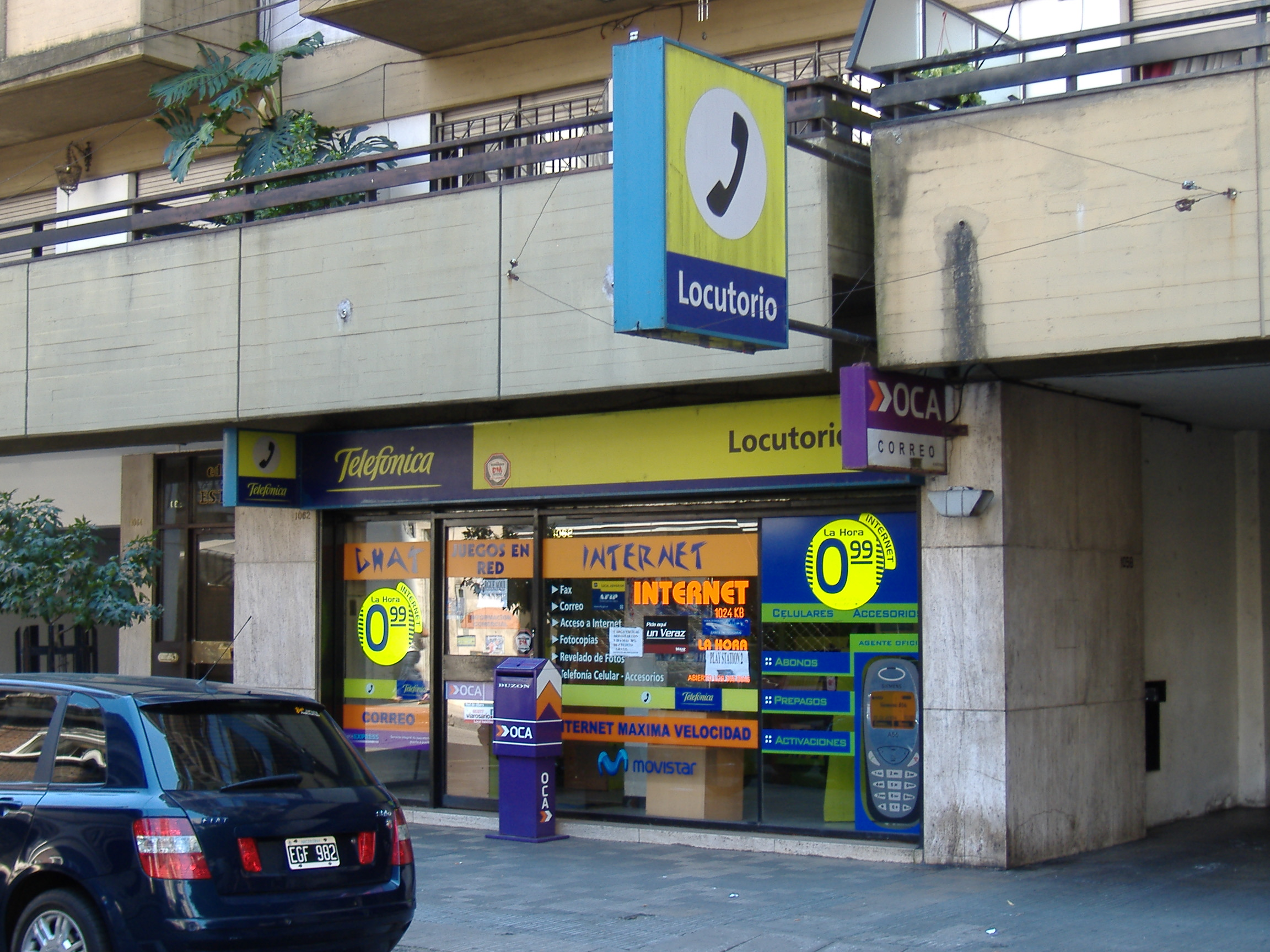
Call Shop in Argentinien

Ein Call Shop (auch Callshop oder Call-Shop) ist ein Ladengeschäft, das günstige Telefongespräche anbietet. Er wird im deutschen auch als Telekommunikationsladen bezeichnet. Ausgestattet sind Callshops mit Telefonkabinen und Faxgerät(en), oft kombiniert mit einem Internetcafé-Bereich. Zusätzlich werden häufig auch andere Telekommunikationsartikel wie Mobiltelefone, internationale Telefonkarten und Prepaid-Karten angeboten. Ergänzt wird das Angebot meist durch ein Angebot von Getränken und Snacks. In manchen Call Shops wird auch Handyzubehör verkauft.